# Andreua Fornells i Vilar
Andreua Fornells i Vilar (Barcelona, 30 de juny de 1890 - Barcelona, 18 d'octubre de 1967) fou una soprano catalana.
Fou germana del compositor i director d'orquestra Francesc Fornells i Vilar (1887-1962).
Deixebla d'Antoni Nicolau i de Lluís Millet a l'Escola Municipal de Música de Barcelona, va fer l'especialitat de cant amb la professora Elisa Vázquez. El 1915 va ser contractada com a professora per aquesta mateixa institució i també va ser llavors quan va iniciar les seves col·laboracions amb el Quartet Renaixement. D'aquesta manera, va centrar la seva activitat artística en diversos recitals i concerts amb orquestra. Per exemple, a la Sala Mozart de Barcelona va interpretar Canciones populares españolas de Manuel de Falla i les Cançons  de Ricard Lamote de Grignon, acompanyada al piano pels mateixos compositors. Va ser especialista en repertori de lied. Les seves actuacions públiques comprengueren principalment recitals de cançons i interpretacions de la part de soprano d'obres orquestrals.
També exercí de professora de cant del Conservatori Municipal de Música de Barcelona, on entre d'altres alumnes tingué a Lluís Mandado Capellá.
Es va casar amb el baríton Joan Sayós i Fàbregas, solista també de l'Orfeó Català.